# MAN TGX
MAN TGX (укр. МАН ТеГеІкс) — великотоннажні вантажні автомобілі, що виробляються компанією MAN з 2007 року.
Абревіатура TG розшифровується як Trucknology Generation. 
Автомобілі MAN TGX здобули титул "Вантажівка року" у 2008 та 2021 роках.

## Перше покоління (2007—2020)

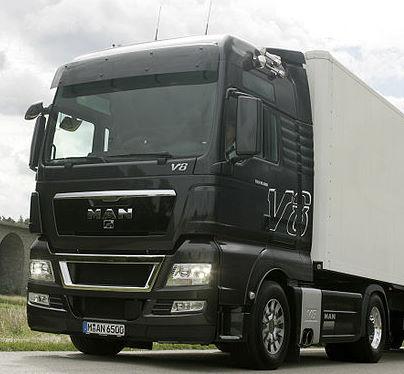
MAN TGX 18.680 V8 з високою кабіною (2007-2012)

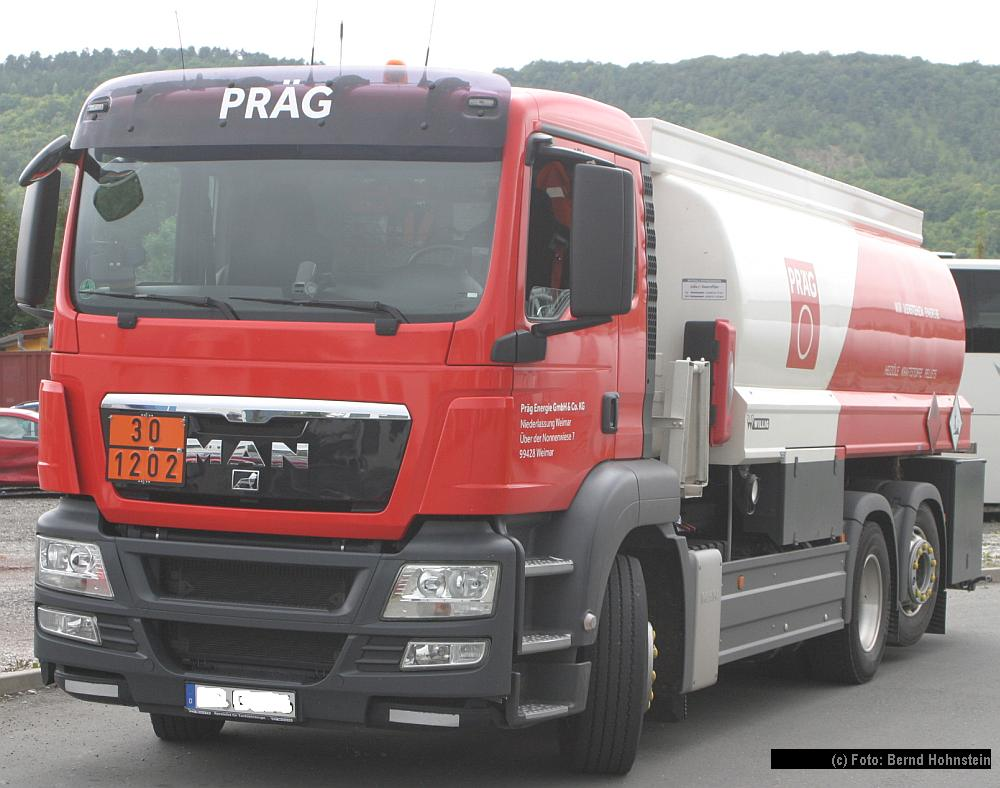
MAN TGX 26.360 (2007-2012)

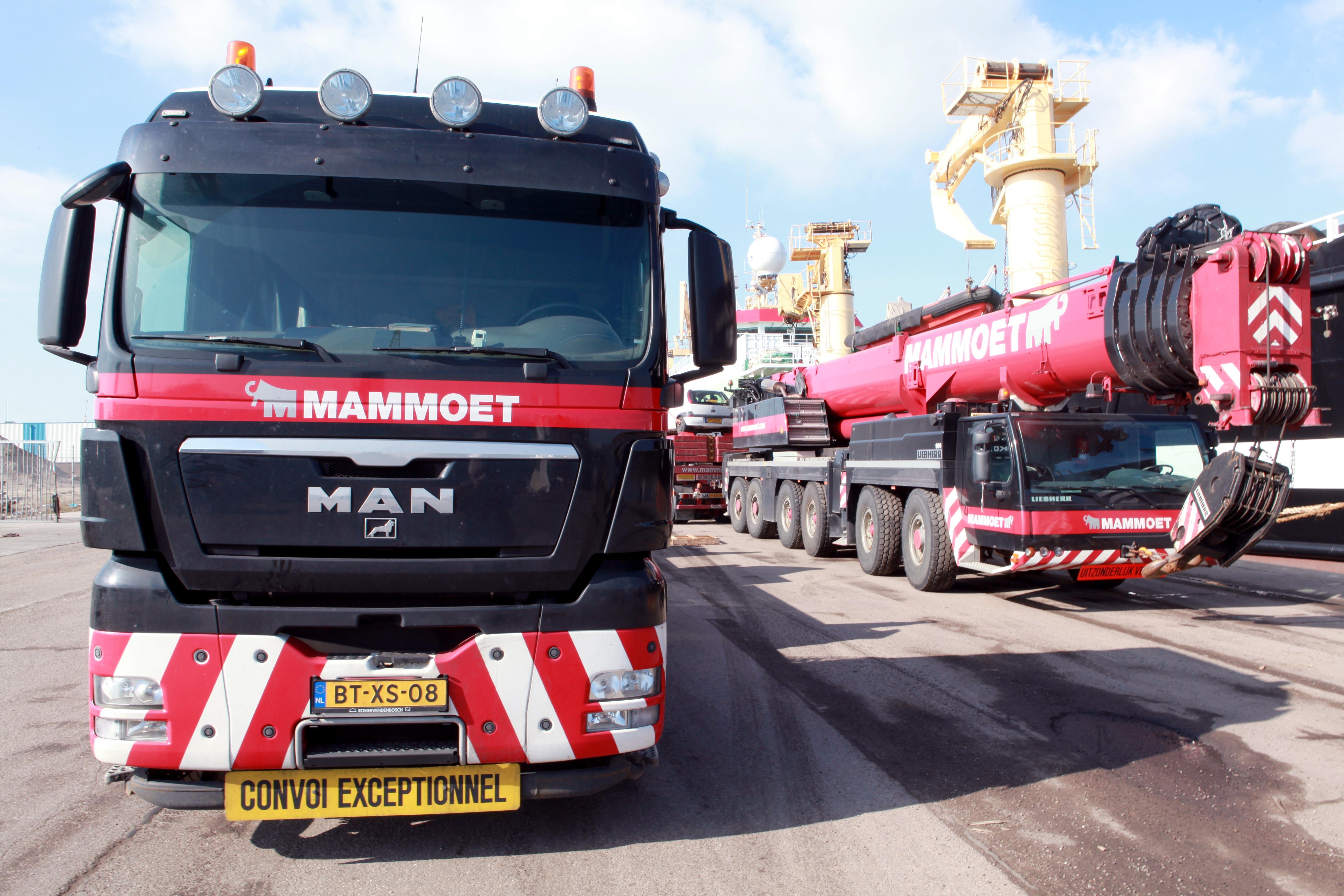
MAN TGX 33.540 з підсиленим бампером (2007-2012)

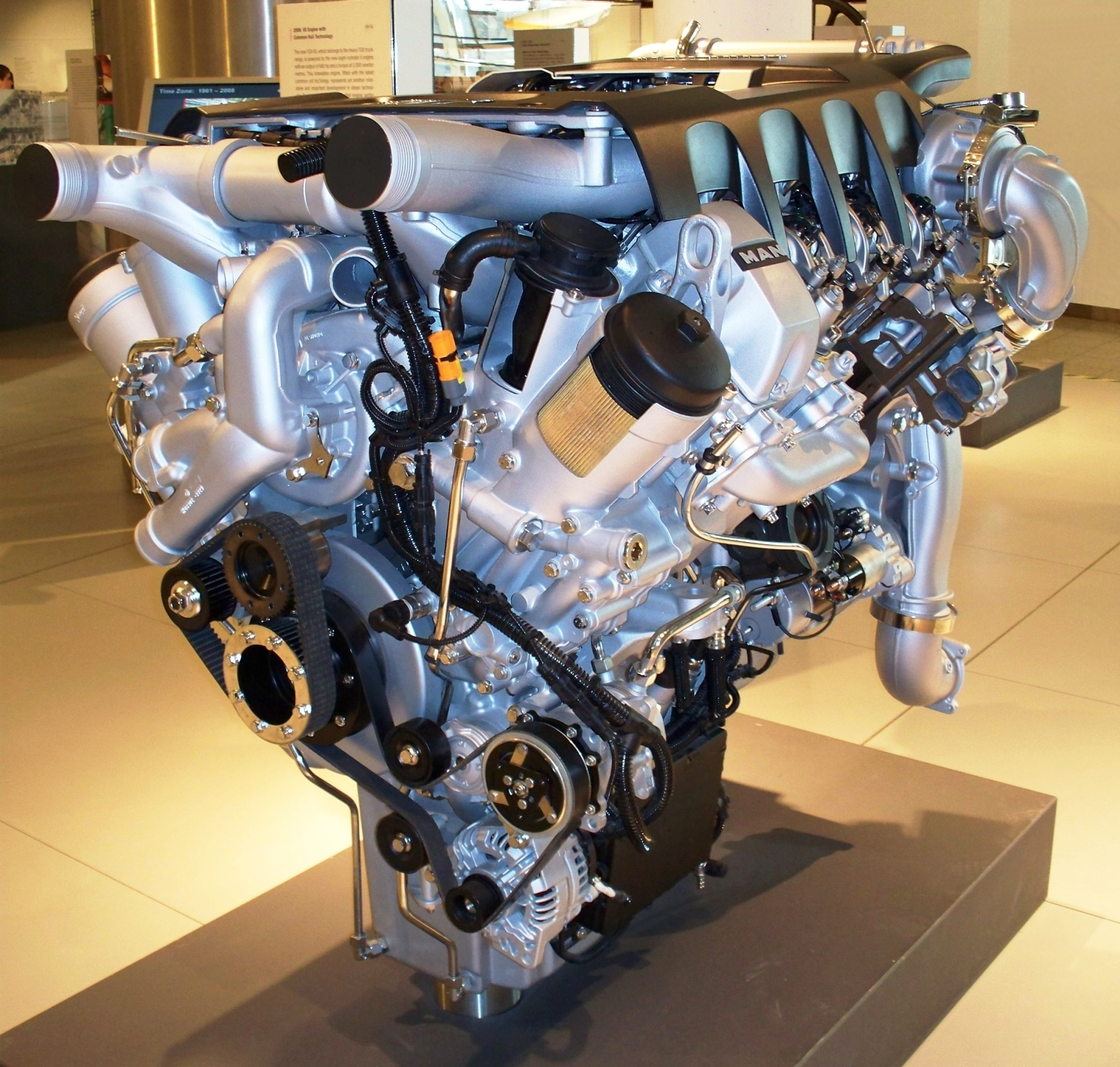
Двигун MAN TGX V8

У 2007 році на автосалоні в Амстердамі представлено MAN TGX для міжнародних та внутрішніх перевезень на далекі відстані. Він комплектується однією з трьох кабін (XL, XLX або XXL). У порівнянні з серією TGA, коефіцієнт лобового опору у TGX нижче на 4%. 
У ряді TGX крім 6-циліндрових моторів (від 360 до 540 к.с.) була V-подібна «вісімка» потужністю 680 к.с. Причому останній мотор має два виконання: для магістральних тягачів з обертовим моментом 2700 Нм і 3000 Нм - для перевезення важких вантажів у складі автопоїзда повною масою до 250 тонн. У моторах, що відповідають вимогам Євро-4, виконання норм досягається застосуванням системи EGR спільно з сажовими фільтрами. Виконання норм Euro 5 забезпечується за допомогою системи SCR, що використовує реагент AdBlue. Коробки передач - фірми ZF: 16-ступінчасті механічні, або 12-ступінчасті TipMatic. Всі вони комплектуються вбудованими інтардер, а за замовленням - і PriTarder. Для машин, що працюють в комунальному господарстві та на будмайданчиках, може бути запропонований звичайний 6-ступінчастий автомат. 
У 2010 році MAN представив надекономічну версію TGX EfficientLine з кабіною XLX, яка могла зекономити до 3 л/100 км.

### Двигуни
| Двигуни вантажівок TGX         | Двигуни вантажівок TGX | Двигуни вантажівок TGX         | Двигуни вантажівок TGX                 | Двигуни вантажівок TGX    | Двигуни вантажівок TGX |
| ------------------------------ | ---------------------- | ------------------------------ | -------------------------------------- | ------------------------- | ---------------------- |
| Р6 (D2066; Euro 4 або Euro 5): |                        |                                |                                        |                           |                        |
| TGX 18.360                     | 10.520 см³             | Common-Rail III                | 265 кВт (360 к.с.) при 1500–1900 об/хв | 1800 Нм (1000–1400 об/хв) |                        |
| TGX 18.400                     | 10.520 см³             | Common-Rail III                | 294 кВт (400 к.с.) при 1500–1900 об/хв | 1900 Нм (1000–1400 об/хв) |                        |
| TGX 18.440                     | 10.520 см³             | Common-Rail III                | 324 кВт (440 к.с.) при 1500–1900 об/хв | 2100 Нм (1000–1400 об/хв) |                        |
| Р6 (D2676; Euro 4 або Euro 5): |                        |                                |                                        |                           |                        |
| TGX 18.480                     | 12.400 см³             | Common-Rail III                | 353 кВт (480 к.с.) при 1900 об/хв      | 2300 Нм (1050–1400 об/хв) |                        |
| Р6 (D2676; Euro 5):            |                        |                                |                                        |                           |                        |
| TGX 18.540                     | 12.400 см³             | Common-Rail III                | 397 кВт (540 к.с.) при 1900 об/хв      | 2500 Нм (1050–1350 об/хв) |                        |
| V8 (D2868; Euro 5):            |                        |                                |                                        |                           |                        |
| TGX 18.680 V8                  | 16.200 см³             | Common-Rail III + 2 Turbolader | 500 кВт (680 к.с.) при 1900 об/хв      | 3000 Нм (1000–1400 об/хв) |                        |
| TGX 41.680 V8                  | 16.200 см³             | Common-Rail III + 2 Turbolader | 500 кВт (680 к.с.) при 1900 об/хв      | 2700 Нм (1000–1700 об/хв) |                        |

### Фейсліфтинг 2012

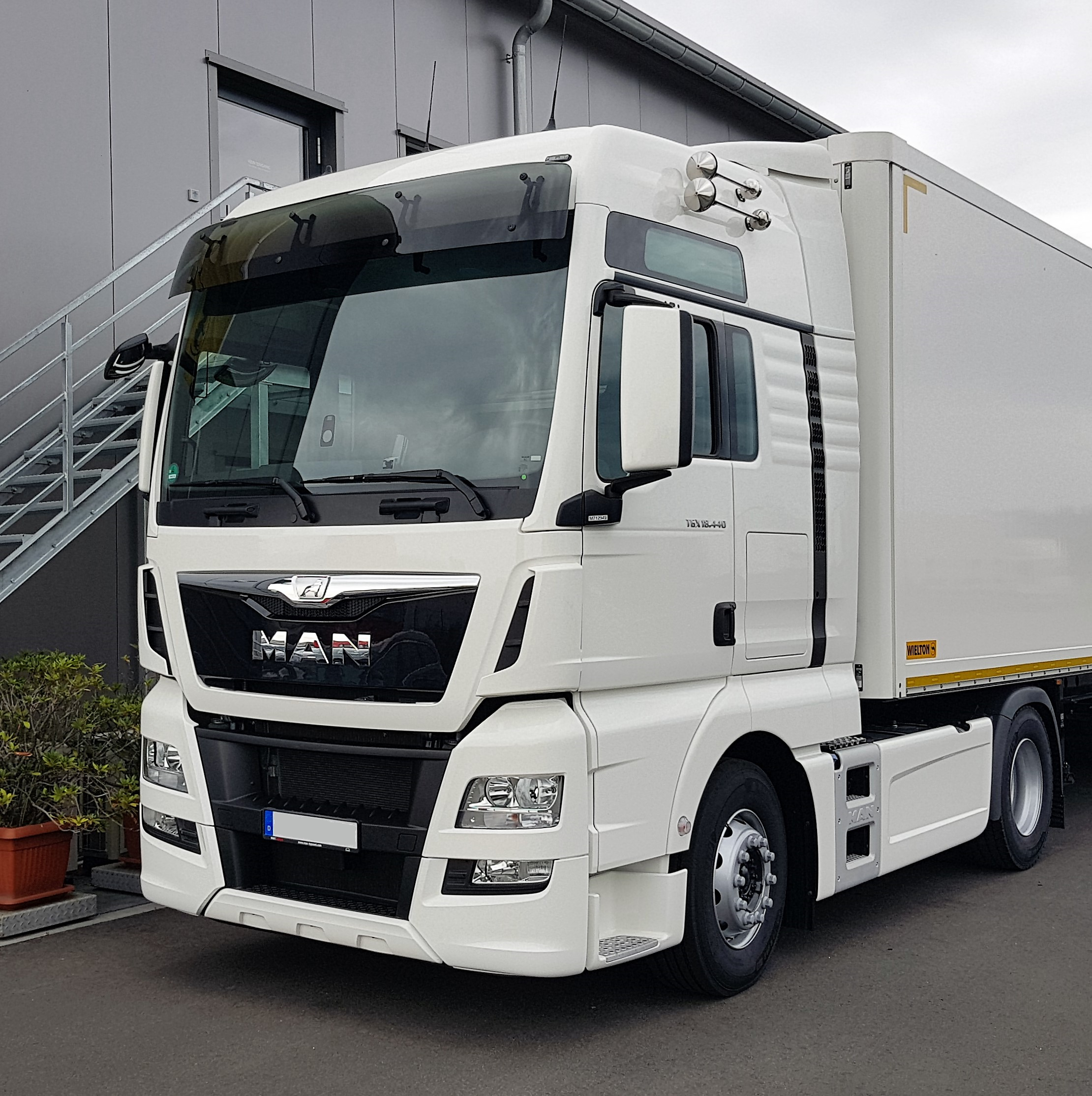
MAN TGX 18.440 з високою кабіною (2012-2017)

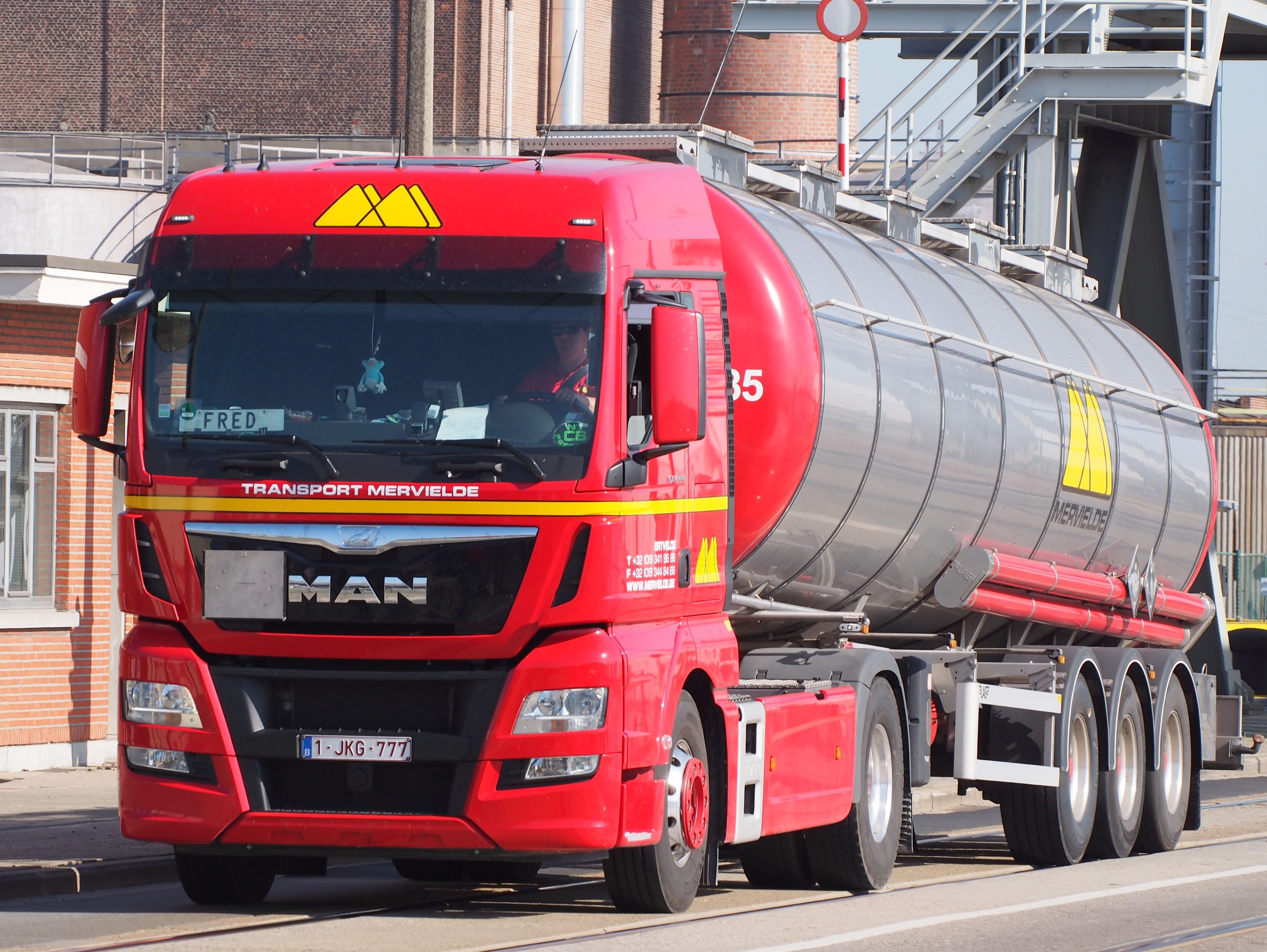
MAN TGX 18.440 (2012-2017)

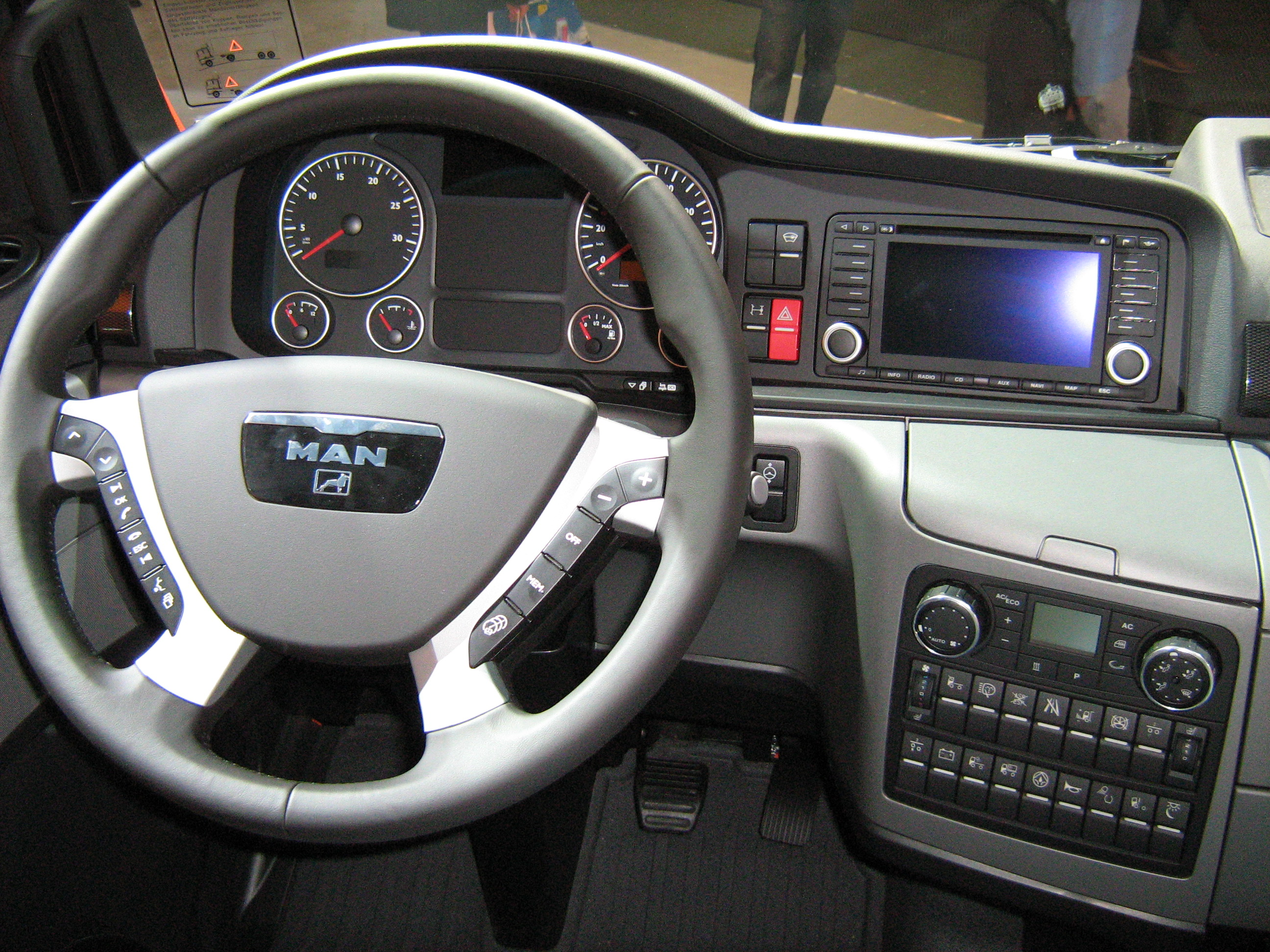

В 2012 році сімейство MAN TGX оновили. Передня частина вантажівок TGX та TGS була повністю оновлена і отримала сучасний вигляд. Бренд компанії великими літерами зберігся на радіаторних ґратах оновлених вантажівок. Поєднання нової динамічної решітки радіатора з широкими бічними дефлекторами допомогло створити зовсім інший образ автомобіля, підкресливши еволюцію моделей TGX та TGS. Зміна дизайну простору під склом покликане поліпшити оглядовість з місця водія і ефективність роботи склоочисників. Ця пластикова планка під склом пофарбована в чорний колір для зорового збільшення лобового скла. Це призвело до зорових змін пропорцій передньої частини вантажівки.
Автомобіль відтепер відповідає нормам стандарту Євро-6 - покращилася аеродинаміка і надходження повітря до радіатора. Широкі бічні дефлектори з повітряним каналом оптимізують повітряні потоки з боків кабіни. Повітрозабірники в передній частині були збільшені для підвищення ефективності охолодження двигуна. У той же час, повітряні канали в решітці радіатора були оптимізовані для поліпшення аеродинамічних властивостей нижньої частини вантажівок. Загальне поліпшення аеродинаміки необхідно для зниження витрати палива і задоволення вантажівки нормам Euro 6. Частину деталей удосконалили для поліпшення експлуатаційних властивостей автомобіля. Змінене положення склоочисників дозволить знизити снігові й крижані нарости на них при експлуатації в зимовий період.
З інших нововведень оновлених TGX та TGS - перекомпонування елементів вантажівки, встановлених на рамі. Наприклад, були розроблені нові баки для AdBlue, більшої місткості, незважаючи на збільшену за розмірами вихлопну систему вантажівки (з вбудованою системою SCRT). Баки тепер розміщуються по лівому борту вантажівки між передньою аркою і акумуляторною батареєю. Доступ за кабіну тепер розташувався з тієї ж лівої сторони і проходить безпосередньо через бак. Таким чином, в залежності від конфігурації шасі, обсяг бака під AdBlue може бути від 25 до 80 літрів. Залежно від типу вантажівки, покупець може вибрати з широкого ряду паливних баків різної ємності. Глушник перенесений на праву сторону шасі. Таким чином, пробіг без дозаправки може складати до 3800 км! Для топ-версії MAN TGX та TGS будуть пропонуватися 6-циліндрові рядні двигуни MAN D20 і D26, що відповідають нормам Euro 6, потужністю 360 і 480 к.с. Для цієї моделі будуть доступні 2 види трансміссій- автоматизована 12-швидкісна MAN TipMatic, і 16-ступінчаста механічна.
Для досягнення норм Euro 6 компанія MAN пішла тими ж шляхами, що й інші виробники - об'єднала систему рециркуляції вихлопних газів EGR і систему нейтралізації вихлопних газів SCRT. MAN вже використовував ключові елементи, необхідні для Euro 6 - системи EGR і SCR, а також фільтр сажі - на комерційних вантажівках уже кілька років. Нові двигуни Euro 6 потужністю і вище оснащуються двоступінчастим турбонаддувом з первинним і проміжним охолодженням повітря, що нагнітається. Обидва турбонаддува об'єднані в один компактний модуль. Кожна ступінь оснащена власним відведенням вихлопних газів. Це дозволяє контролювати тиск наддуву і розподіляти навантаження між двома турбінами для того, щоб використовувати енергію вихлопних газів більш ефективно.
У 2016 році на автосалоні IAA MAN показав третє покоління економічних вантажівок EfficientLine 3, які отримали "розумний" круїз контроль EfficientCruise, оптимізовані двигун і коробку передач. Така версія на 6.35% економічніше, ніж EfficientLine 2.

#### Двигуни
| Двигуни вантажівок TGX | Двигуни вантажівок TGX | Двигуни вантажівок TGX | Двигуни вантажівок TGX         | Двигуни вантажівок TGX | Двигуни вантажівок TGX |
| ---------------------- | ---------------------- | ---------------------- | ------------------------------ | ---------------------- | ---------------------- |
| Р6 (D2066; Euro 6):    |                        |                        |                                |                        |                        |
| TGX 18.360             | 10.520 см³             | Common-Rail            | 265 кВт (360 к.с.) при ? об/хв | 1800 Нм (? об/хв)      |                        |
| Р6 (D2676; Euro 6):    |                        |                        |                                |                        |                        |
| TGX 18.400             | 12.400 см³             | Common-Rail            | 294 кВт (400 к.с.) при ? об/хв | 1900 Нм (? об/хв)      |                        |
| TGX 18.440             | 12.400 см³             | Common-Rail            | 324 кВт (440 к.с.) при ? об/хв | 2100 Нм (? об/хв)      |                        |
| TGX 18.480             | 12.400 см³             | Common-Rail            | 353 кВт (480 к.с.) при ? об/хв | 2300 Нм (? об/хв)      |                        |
| P6 (D3876; Euro 6):    |                        |                        |                                |                        |                        |
| TGX 18.520             | 15.200 см³             | Common-Rail            | 382 кВт (520 к.с.) при ? об/хв | 2500 Нм (? об/хв)      |                        |
| TGX 18.560             | 15.200 см³             | Common-Rail            | 412 кВт (560 к.с.) при ? об/хв | 2700 Нм (? об/хв)      |                        |
| TGX 18.640             | 15.200 см³             | Common-Rail            | 471 кВт (640 к.с.) при ? об/хв | 3000 Нм (? об/хв)      |                        |

### Фейсліфтинг 2016

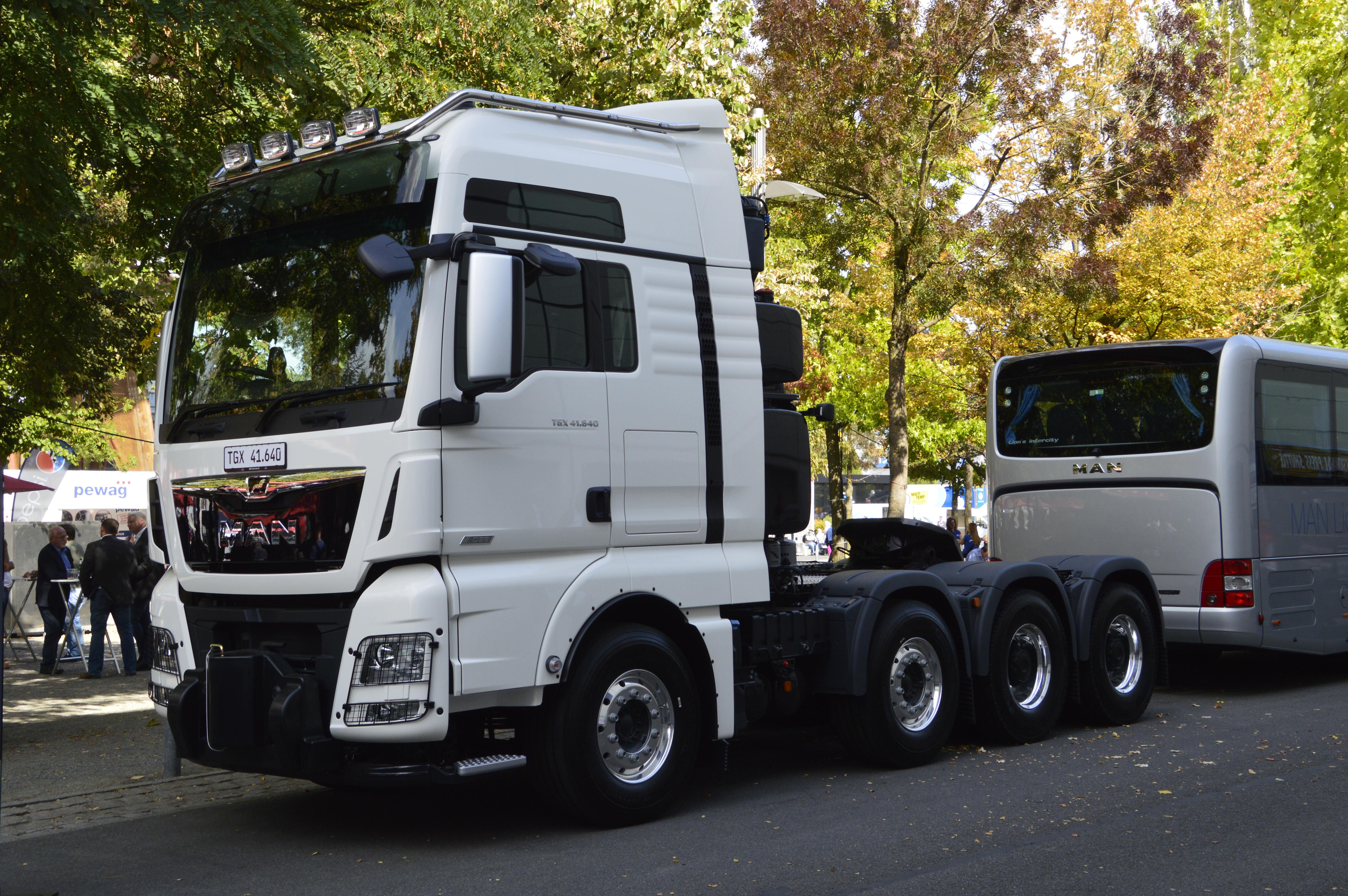
MAN TGX 41.640 з високою кабіною (з 2016)

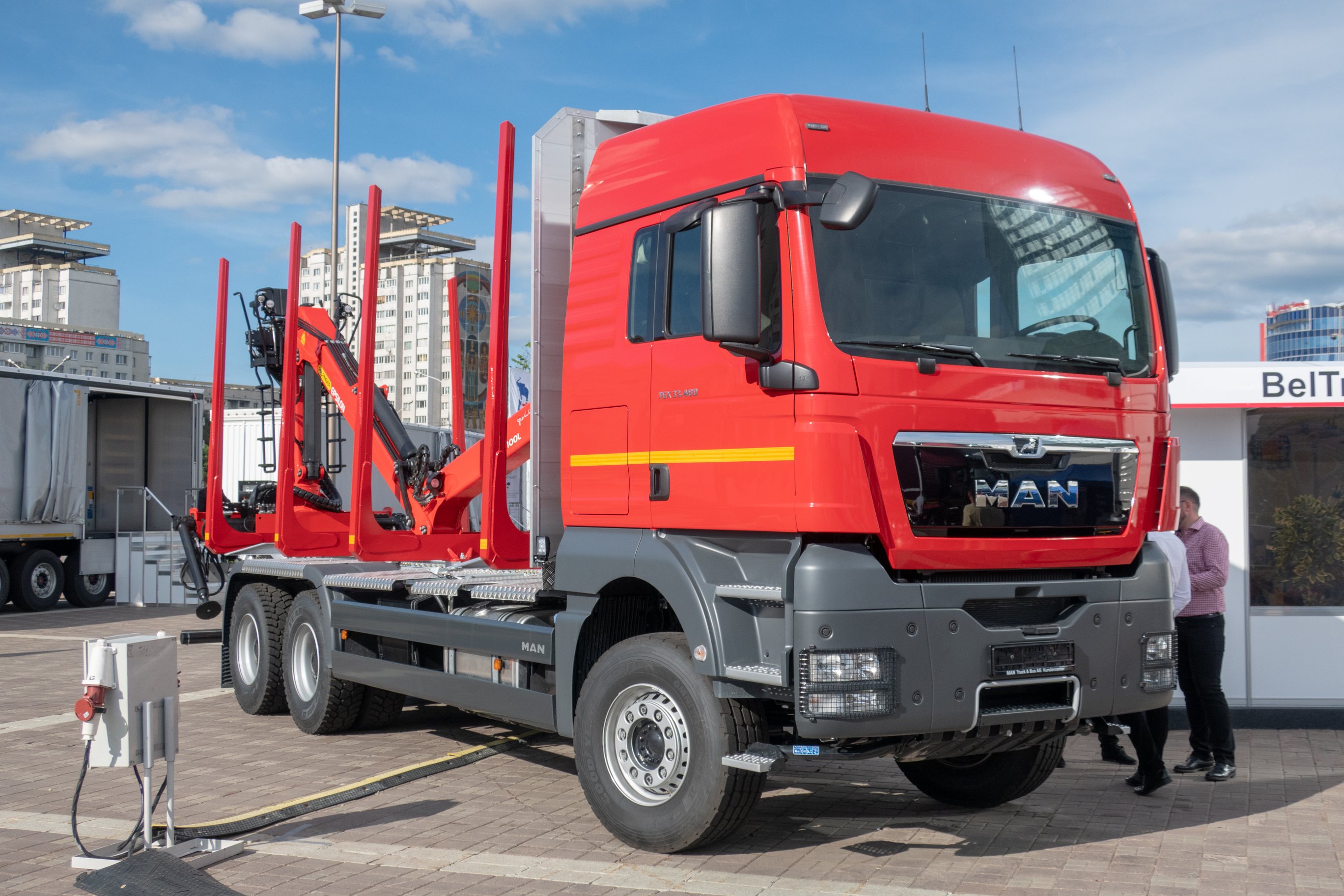
MAN TGX 33.480 з підсиленим бампером (з 2016)

На IAA 2016 року MAN Truck & Bus показав оновлені вантажівки серії TG. MAN TGX та TGS отримали візуально перероблені і оптимізовані повітрозабірники. Інтер'єри всіх нових моделей тепер відрізняються особливою теплою кольоровою гамою, новими матеріалами і сидіннями.
Однією з головних цілей роботи над оновленням екстер'єру було підвищити видимість логотипу компанії. І дизайнерам вдалося цього добитися, змінивши підкладку з хромованої на чорну, для створення контрасту між фоном і логотипом.
Двигун MAN D38, доступний перш за все на виконанні потужністю 640 к.с., тепер пропонується у версіях 540 і 580 к.с. для установки на MAN TGX. Цей силовий агрегат використовує третє покоління системи common rail, яка впорскує паливо в циліндри під тиском 2500 бар. Ключовим елементом досягнення високих показників віддачі двигунів при низьких оборотах є два турбонагнітача, з'єднані послідовно. Менша турбіна високого тиску прибирає турбояму на низьких оборотах, тоді як велика турбіна низького тиску вступає в роботу при середніх і високих оборотах. Таке рішення дозволяє домогтися практично горизонтальної планки крутного моменту на оборортах між 900 і 1400 об/хв.
Інший силовий агрегат MAN D26 став більш потужним та ефективним. Тепер він доступний у варіантах 420, 460 і 500 к.с. (На 20 к.с. і на 200 Нм більше в будь-якому вигляді). Як і D38, D26 оснащений усіма сучасними технологіями і рішеннями для зниження витрати палива. Всі двигуни відповідають стандарту Євро 6c.

## Друге покоління (TG3; з 2020)

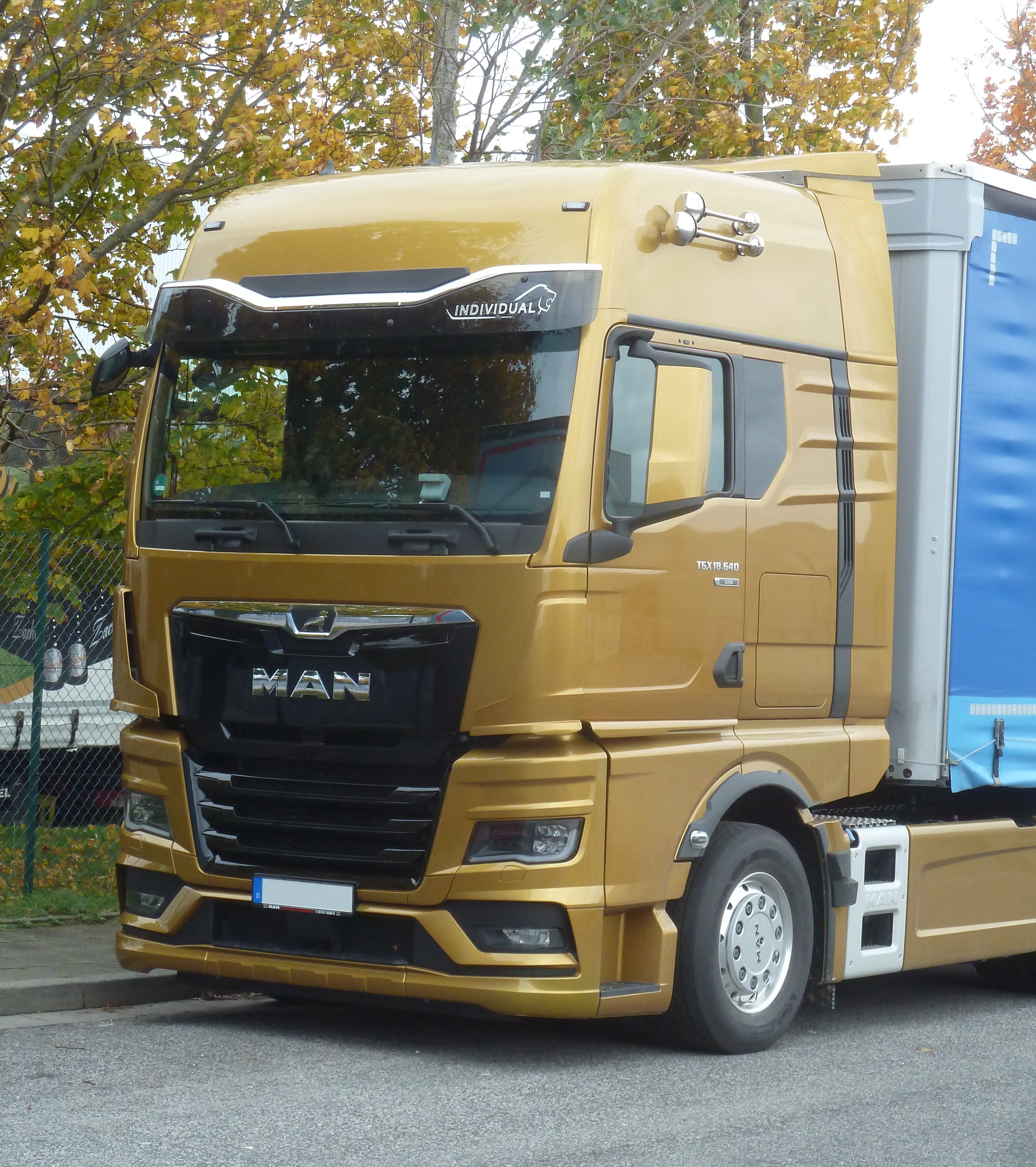
MAN TGX 18.640 XXL

10 лютого 2020 року в Більбао (Іспанія) дебютувало нове покоління з повністю новою кабіною типу G - шириною 2,44 м. Тут три варіанти по висоті - низька GN (з внутрішньою висотою 1,57 м), середня GM (1,87 м) і висока - GX (2,07 м).
Вантажівка комплектується двигунами 9.0 л серії D15 потужністю 330, 360 і 400 к.с. (від 1600 до 1800 Нм)., 12.4 л серії D26 430, 470 і 510 к.с. (2200, 2400 і 2600 Нм відповідно) та 15.2 л серії D38 від 540, 580 і 640 к.с. Всі двигуни відповідають стандарту Євро 6d.
Через рік дебютує сімейство двигунів Traton Global 12.7 л.

#### Двигуни
| Двигуни вантажівок TGX TG3 | Двигуни вантажівок TGX TG3 | Двигуни вантажівок TGX TG3 | Двигуни вантажівок TGX TG3     | Двигуни вантажівок TGX TG3 | Двигуни вантажівок TGX TG3 |
| -------------------------- | -------------------------- | -------------------------- | ------------------------------ | -------------------------- | -------------------------- |
| Р6 (D1556; Euro 6d):       |                            |                            |                                |                            |                            |
| TGX 18.330                 | 9.037 см³                  | Common-Rail                | 243 кВт (330 к.с.) при ? об/хв | 1600 Нм (? об/хв)          |                            |
| TGX 18.360                 | 9.037 см³                  | Common-Rail                | 265 кВт (360 к.с.) при ? об/хв | 1700 Нм (? об/хв)          |                            |
| TGX 18.400                 | 9.037 см³                  | Common-Rail                | 294 кВт (400 к.с.) при ? об/хв | 1800 Нм (? об/хв)          |                            |
| Р6 (D2676; Euro 6d):       |                            |                            |                                |                            |                            |
| TGX 18.430                 | 12.400 см³                 | Common-Rail                | 316 кВт (430 к.с.) при ? об/хв | 2200 Нм (? об/хв)          |                            |
| TGX 18.470                 | 12.400 см³                 | Common-Rail                | 346 кВт (470 к.с.) при ? об/хв | 2400 Нм (? об/хв)          |                            |
| TGX 18.510                 | 12.400 см³                 | Common-Rail                | 375 кВт (510 к.с.) при ? об/хв | 2600 Нм (? об/хв)          |                            |
| Р6 (D3066; Euro 6d):       |                            |                            |                                |                            |                            |
| TGX 18.380                 | 12.700 см³                 | Common-Rail                | 279 кВт (380 к.с.) при ? об/хв | - Нм (? об/хв)             |                            |
| TGX 18.410                 | 12.700 см³                 | Common-Rail                | 302 кВт (410 к.с.) при ? об/хв | - Нм (? об/хв)             |                            |
| TGX 18.440                 | 12.700 см³                 | Common-Rail                | 324 кВт (440 к.с.) при ? об/хв | - Нм (? об/хв)             |                            |
| TGX 18.480                 | 12.700 см³                 | Common-Rail                | 353 кВт (480 к.с.) при ? об/хв | - Нм (? об/хв)             |                            |
| TGX 18.520                 | 12.700 см³                 | Common-Rail                | 382 кВт (520 к.с.) при ? об/хв | - Нм (? об/хв)             |                            |
| TGX 18.560                 | 12.700 см³                 | Common-Rail                | 412 кВт (560 к.с.) при ? об/хв | - Нм (? об/хв)             |                            |
| P6 (D3876; Euro 6d):       |                            |                            |                                |                            |                            |
| TGX 18.540                 | 15.200 см³                 | Common-Rail                | 397 кВт (540 к.с.) при ? об/хв | 2700 Нм (? об/хв)          |                            |
| TGX 18.580                 | 15.200 см³                 | Common-Rail                | 427 кВт (580 к.с.) при ? об/хв | 2900 Нм (? об/хв)          |                            |
| TGX 18.640                 | 15.200 см³                 | Common-Rail                | 471 кВт (640 к.с.) при ? об/хв | 3000 Нм (? об/хв)          |                            |

## Volkswagen Meteor
Volkswagen Meteor є модифікованою версією першого покоління MAN TGX, який виготовляється компанією Volkswagen Truck & Bus у Резенді, Бразилія. Meteor був представлений 1 вересня 2020 року і є флагманською моделлю вантажівки Volkswagen. Зовнішні зміни мінімальні: решітку радіатора MAN у формі лева замінено на нову решітку на всю ширину та логотип Volkswagen. Інтер’єр майже не змінився, ніж у TGX, за винятком фірмового керма Volkswagen.